# 阿達米夫卡 (溫基夫齊區)
49°6′44″N 27°3′50″E / 49.11222°N 27.06389°E
亞當米夫卡（烏克蘭語：Адамівка）是位於烏克蘭西部的村莊，由赫梅利尼茨基州裡赫梅利尼茨基區的津基夫市鎮負責管轄。該村面積6.28平方公里，海拔高度234米，2001年該城鎮人口1,176。